# Helgoland
 For alternative betydninger, se Helgoland (flertydig). (Se også artikler, som begynder med Helgoland)
Helgoland (nordfrisisk: Lun, deät Lun (helgolandsk) eller Hålilönj (mooringerfrisisk), engelsk: Heligoland) er en nordfrisisk ø og tilhørende by i det nordlige Tyskland, beliggende 70 km nordvest for Elbens munding i Nordsøen. Helgoland er 1,7 km² stor og har 1472 indbyggere (2006). Øen hører under den holstenske Pinneberg kreds i delstaten Slesvig-Holsten.
Øen hørte til Danmark indtil Napoleonskrigene i 1807.

## Geografi
Helgoland består af hovedøen og badeø Dynen (på tysk Düne). Hovedøens areal er i dag på 1,0 km², mens Dynens er på cirka 0,7 km². Hovedøen består for en stor del af rød sandsten med stejl klippekyst, som hæver sig 61 m over havet. I øens nordvestlige del befinder sig klippen Lange Anna. Klippen er i dag udsat for kystnedbrydning. For århundreder siden var øen mange gange større end i dag.
Hovedøen er opdelt i en lavt og en højt beliggende del. Derfor tales på Helgoland også om oppe og nede. Forbindelsen mellem den lavt (Unterland) og højt beliggende del (Oberland) sikres med et så usædvanligt transportmiddel som en elevator. Som alternativet til elevatoren findes også trapper med 260 trin.
Befolkningen er af nordfrisisk afstamning og taler en lokal dialekt af nordfrisisk (helgolandsk eller halunder), ud over tysk.

## Historie
Der er for få eller ingen kildehenvisninger i dette afsnit, hvilket er et problem. Du kan hjælpe ved at angive troværdige kilder til de påstande, som fremføres.

Man har haft kendskab til Helgoland siden 697 e.Kr., hvor den sidste frisiske konge Radboud flygtede til øen efter et nederlag til frankerne. 
Helgoland var i middelalderen som de andre nordfrisiske øer en del af den danske stat og kom senest i 1400-tallet med under Hertugdømmet Slesvig. I 1231 blev øen nævnt i Kong Valdemars Jordebog som kongens ejendom. Øen bragtes omkring 1400 også i forbindelse med Klaus Størtebeker og fetaljebrødrene. Ved den 1544 stedfundne landsdeling mellem kong Christian 3. og hans to brødre i hertugdømmerne, tilfaldt øen efter en lodtrækning gottorperne.
Fra 1714 var øen igen på danske hænder. Indenfor hertugdømmet havde øen status som et landskab. I 1720 blev den naturlige forbindelse mellem hovedøen og Dynen (på nordfrisisk Woal) ødelagt under en stormflod, så øen i dag består af to øer.
Under Napoleonskrigene i 1807 besatte Storbritannien øen, og som eneste danske besiddelse måtte den efter krigen afstås til britisk styre. I 1826 stiftede briterne søbadet og øen oplevede et økonomisk opsving. Blandt øens gæster var mange britiske og tyske intellektuelle som Heinrich Heine eller August Heinrich Hoffmann von Fallersleben. Under den 2. Slesvigske Krig den 9. maj 1864 udspillede sig udfor Helgoland et søslag kendt som Slaget ved Helgoland.
Øen blev overdraget til Tyskland i 1890. Til gengæld garanterede den tyske regering ikke at forstyrre britiske interesser på den afrikanske ø Zanzibar. I årene som fulgte blev Helgoland udbygget til en vigtig flådebase for tyskerne både under 1. og 2. verdenskrig. Det første søslag under første verdenskrig blev udkæmpet tæt ved øen i krigens første måned. Befolkningen var hele krigen evakueret til fastlandet og vendte først tilbage i 1918.
Under nazisternes styre i 1930'erne blev marinebasen reaktiveret. Under 2. verdenskrig forblev de fleste helgolændere på øen. Men den 18. april 1945 ødelagte britiske bombefly hele øen, mens civilbefolkningen søgte beskyttelse i øens bunker. I de følgende nætter blev øen igen evakueret.
Kort før krigsslutningen i 1945, da De Allierede stod udenfor Bremen, lykkedes det helgolænderne Georg E. Braun (1902-1945) og Erich P. Friedrichs (1890–1945), at etablere en modstandsgruppe. Gruppens mål var at forhindre at Helgoland blev totalt ødelagt af de allierede. Mens militærgruppen omkring Georg E. Braun udarbejdede planen for en fredelig overgivelse af øen til De Allierede, havde Friedrichs, der var radioofficer på signalstationen, radiokontakt med englænderne. Kort tid før udføringen af planen blev de forrådt af to af gruppens medlemmer. Cirka 20 mænd blev tidligt om morgenen den 18. april anholdt på Helgoland og 14 af dem blev overført til Cuxhaven. Efter en hurtig retssag blev fem fra modstandsgruppen henrettet ved skydning, den  21. april 1945 på en militærøvelsesplads ved  Cuxhaven-Sahlenburg.
Efter 2. verdenskrig blev Helgoland igen besat af britiske tropper, der i 1947 forsøgte at sprænge hele øen i luften med ammunition svarende til 6.700 tons sprængstof. Den lokale befolkning var evakueret og anbragt forskellige steder i Tyskland. Først i 1952 blev øen givet tilbage til Tyskland og beboerne fik lov til at vende tilbage. Tyske myndigheder iværksatte en stor oprydning, hvor blandt andet mange blindgængere blev fundet og fjernet.

## Økonomi
Økonomien er baseret på kurophold og turisme. Helgoland ligger udenfor Schengenområdet og er derfor toldfrit område. Øen besøges derfor hvert år af tusinde indkøbsrejsende. Det er især tobak, alkohol og parfume, som sælges. På den lille ø Dynen ved siden af Helgoland findes en flyveplads. Største turistattraktioner er klippen Lange Anna og sælerne på Dynen. Kun få skridt fra klippen Lange Anna på nordspidsen af øen findes klinten Lummenfelsen, et ynglested for sulen. De bemalede og godt besøgte træboder ved havnen er forhenværende fiskerværksteder. Hele øen er bilfri (med undtagelse af ambulancen).
Siden foråret 2009 er øen forbundet med et 30 kV søkabel. Kablet mellem øen og Sankt Peter-Ording på Ejdersted har en længde på knap 53 kilometer. Projektet kostede omtrent 20 mio. euro. Som sidste tyske kommune blev Helgoland dermed tilsluttet det europæiske el-fordelingsnet.
På øen findes også et afsaltningsanlæg. Prisen for drikkevandet er cirka 4 gange så høj som på fastlandet.

## Galleri
- Frisiske folkedragter
- Vadet ved Lange Anna (Felswatt≈Klippevad)
- Hummerboder (Hummerbuden) på strandpromenaden
- Både, som bringer gæsterne fra færgerne til hovedøen (Börteboote)
- Helgoland Fyr

## Eksterne links
- Wikimedia Commons har flere filer relateret til Helgoland
- Turistkontor Helgoland Arkiveret 16. oktober 2009 hos  Wayback Machine
- Færger til Helgoland